# Đorđe Đikanović
Đorđe Đikanović (in serbo Ђорђе Ђикановић?; noto anche come Djordje Djikanović; Igalo, 18 agosto 1984) è un ex calciatore montenegrino, di ruolo difensore.

## Carriera
Nella stagione 2009-2010 gioca 2 partite di qualificazione in UEFA Champions League con il Sutjeska. Nelle tre stagioni successive, invece, gioca complessivamente 7 incontri di qualificazione in UEFA Europa League con la maglia del Budućnost.

## Palmarès

### Club

#### Competizioni nazionali
- Campionato montenegrino: 1

Budućnost: 2011-2012
- Coppa del Montenegro: 1

Budućnost: 2012-2013